# Reta Mulsanne

Mapa do circuito

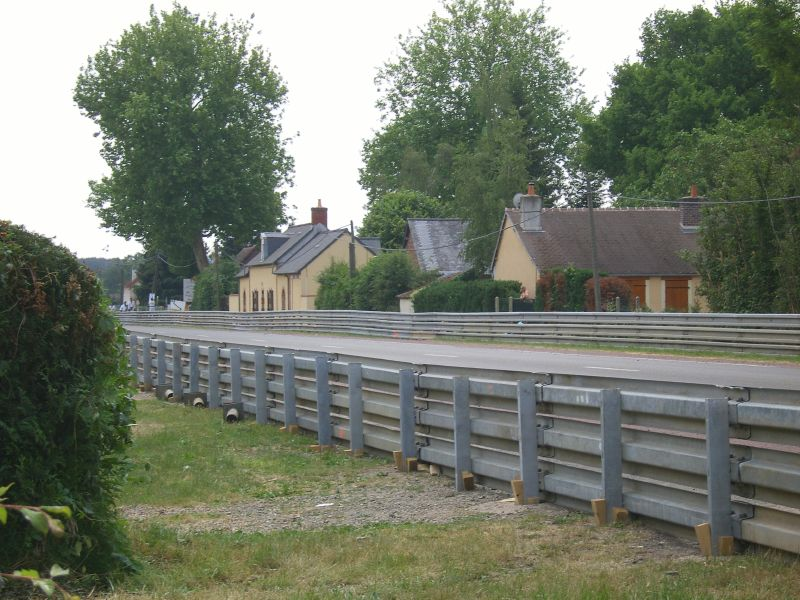
Parte da reta Mulsanne.

A Reta Mulsanne é o nome usado em inglês para longa reta de 6 km do circuito das 24 Horas de Le Mans. Desde 1990, a reta é interrompido por duas chicanes, contando com a última seção do trecho, que inclui uma curva a direita, em direção ao vilarejo de Mulsanne na França.

## Nome em francês
Quando as competições não estão ocorrendo a Reta Mulsanne é parte da rede rodoviária nacional da França. Ela é chamada de Ligne Droite des Hunaudières, uma parte da rota départementale (para o Sarthe département) D338 (formalmente Route Nationale N138). A Hunaudières leva para a vila de Mulsanne, que é a razão de seu nome em inglês (embora para os franceses Rota de Mulsanne é o nome para a rodovia e a estrada, entre Mulsanne e Arnage, com a curva Indianapolis entre a mesma).

## Velocidade e chicanes
Depois de sair da curva Tertre Rouge, todos carros passavam quase metade da volta em alta velocidade, antes da frenagem para curva Mulsanne. O veículo da Porsche, 917 long tail, utilizado de 1969 a 1971, chegou 362 km/h (225 mph). Também, o carro Porsche 935 na década de 70 foi  registrado a uma velocidade de 367 km/h. Nesse tempo houve limitação no tamanho dos motores produzindo uma queda drástica de velocidade dos carros até os motores turbo serem permitidos. Os protótipos do Group C atingiram os maiores recordes de velocidade todos próximos de 400 km/h (250 mph) durante o final da década de 1980. Nas 24 Horas de Le Mans de 1988, Roger Dorchy competindo pela Welter Racing no  modelo WM P87, alimentado por um motor V6 Peugeot, sacrificou a confiabilidade do seu carro (abandonou após 53 voltas, ou cerca de 4 horas com falhas no turbo, na refrigeração e elétrica) mas registrou uma impressionante velocidade de 407 km/h (253 mph).
Acidentes fatais em alta velocidade ocorreram na década de 1980 o primeiro com Jean-Louis Lafosse em 1981 e Jo Gartner em 1986, enquanto em 1984 um auxiliar de pista foi morto em um acidente envolvendo  dois Aston Martin Nimrod ARN/C2's do piloto britânico John Sheldon e seu companheiro de equipe Drake Olson. Um dos pilotos que se acidentou-se na Mulsanne teve grande sorte em 1986. O piloto britânico Win Percy  teve um pneu do seu Jaguar XJR-6 explodido a mais de 386 km/h (240 mph), arrancando a parte traseira da carroceria e fazendo o carro decolar no ar numa altura " acima das árvores" que rodeiam a pista. Os destroços aterrissaram 600 m ao longo da pista. No entanto, apesar da total destruição do carro, Percy, de alguma forma, saiu ileso do acidente.
Com a combinação de alta velocidade, o alto downforce e as falhas nos motores devido a velocidade excessiva, duas chicanes bem espaçadas foram adicionadas à reta antes do evento de 1990 para limitar a velocidade máxima alcançável. As chicanes foram adicionadas também porque a FIA decretara naquele ano que não aceitaria mais circuitos de corrida com retas que tivessem mais que 2 km, tamanho aproximado do comprimento da reta Döttinger Höhe do circuito norte da pista de Nurburgring.

## Visão do espectador
No passado espectadores podiam enxergar os carros de corrida ao longo da estrada durante a corrida de Le Mans, incluindo nos horários de jantar em vários restaurantes, tais como Restaurante de 24 Heures e les Virages de L'Arche—localizado muito perto da estrada. No entanto, em 1990, a experiência de visualização obtidos em ambos os restaurantes foram reduzidas com a introdução das chicanes. Hoje, devido a preocupações de segurança, os espectadores são mantidos bem longe das proximidades da reta pelos comissários de polícia e, enquanto os hóspedes podem jantar no Auberge des Hunaudières, Xangai des 24 Heures e o Hôtel Arbor, e ouvir os carros a passar, a visão é muito obscurecida pelas sinalizações em verde ligadas as cercas de segurança.